# Maß

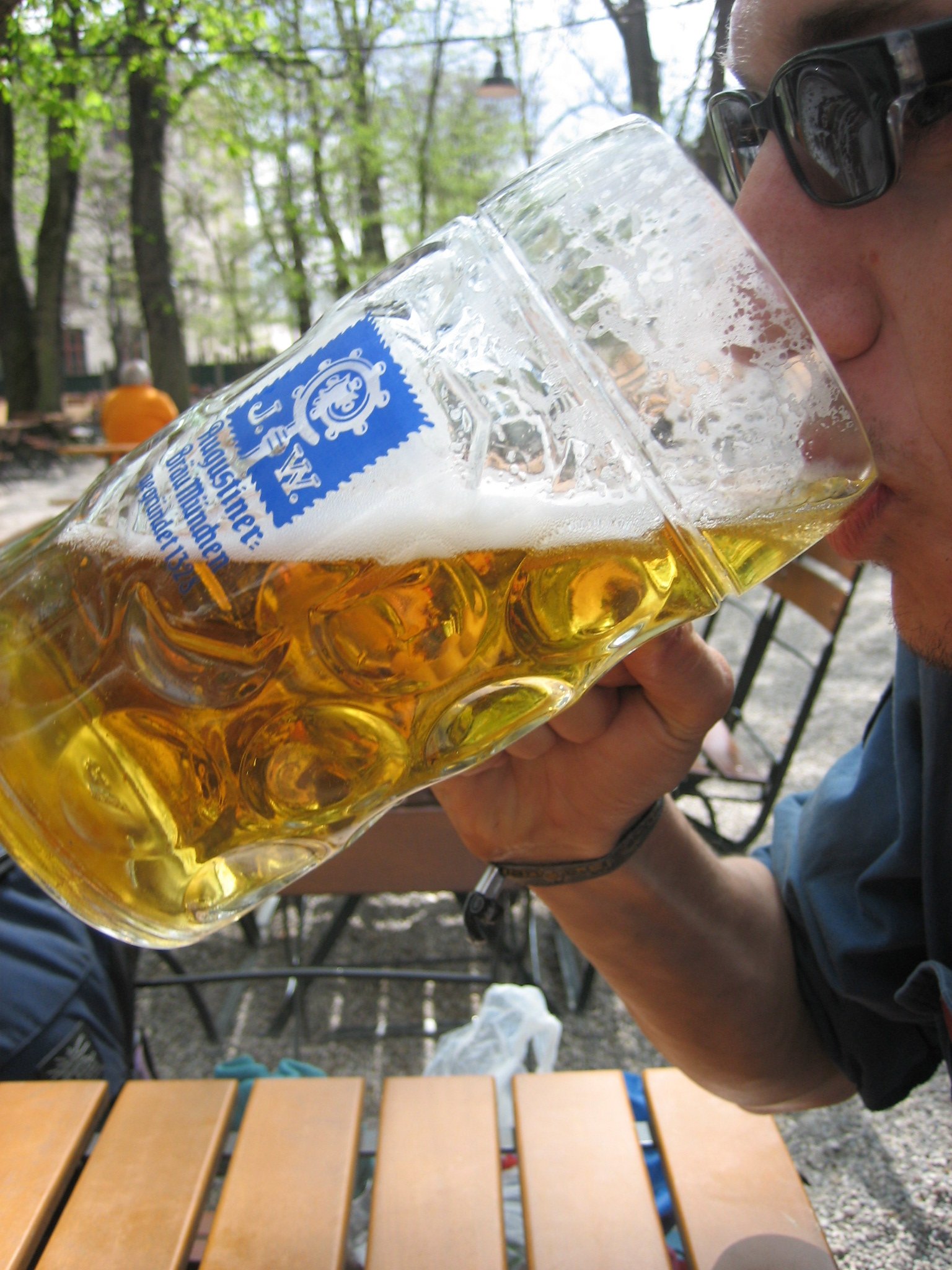
Niemiecki Maßkrug z logo browaru Augustiner Bräu

Maß – bawarska jednostka objętości określająca współcześnie litr piwa. Stanowi również określenie na szklany kufel Maßkrug, którego pojemność odpowiada jednemu Massowi.

## Definicja
Słowo Maß w języku niemieckim nie ma jednego określonego rodzaju gramatycznego, co jest rzadkością – jest używane zarówno w formie nijakiej, jak i żeńskiej. Jako rzeczownik nijaki ma również drugie, komplementarne znaczenie – das Maß to po niemiecku „miara”. Natomiast żeńska wersja jest używana głównie na południu Niemiec, wyłącznie jako określenie na litr piwa.
Od reformy ortograficznej przeprowadzonej w 1998 roku w Niemczech, słowo można zapisywać na dwa sposoby – jako Maß oraz Mass. W Szwajcarii obowiązuje pisownia przez dwa „s”.

### Regionalne różnice
W Bawarii niegdyś Maß był równy 1,069 litra. W innych niemieckojęzycznych regionach często nazwa oznaczała inną ilość trunku: w Szwajcarii i Badenii w XIX wieku określano jako Maß 1,5 litra piwa. Nazwa ta używana była również (jako máz) na terenach dzisiejszych Czech i Moraw, gdzie jednak oznaczała dwie różne objętości: czeski (ewent. wiedeński) máz równy ok. 1,4 litra i morawski máz praktycznie równy bawarskiemu, tj. 1,07 litra.